# Sultanat Audali
Sultanat Audali (arapski: سلطنة العوذلي = Saltana al-`Awdhaliyya) bio je vazalna feudalna država Britanskog Carstva koja je postojala od 1890. do 1967. godine na jugu Arapskog poluotoka istočno od luke Aden. Danas je teritorij ovog bivšeg sultanata dio jemenske muhafaze Abjan.
Glavni grad ovog sultanata bila je Lodar.

## Povijest
Sultanat Audali je potpisao ugovor o zaštiti s Britanijom 1890. godine i postao dio Protektorata Aden 1890. Sultanat Audali je 1959. godine bio jedan od osnivača novosvorene britanske kolonijalne tvorevine Federacije Arapskih Emirata Juga, te potom 1963. i Južnoarapske Federacije.
Posljednji sultan ove feudalne države bio je Salih Ibn al Huseina ibn Al Jabil Audhali, on je razvlašćen 1967. kad je ukinut Sultanat Audali, te osnovana Narodna Republika Južni Jemen, koja se ujedinila s Sjevernim Jemenom 22. svibnja 1990. u današnju državu Republiku Jemen.

## Sultani Sultanata Audali
- Salih al-`Awdhali Ibn al-Awsaji,-  oko 1750. – 1780.
- Ja`bil ibn Salih al-`Awdhali ibn al-Awsaji,- oko 1780. – 1820.
- Ahmad ibn Salih al-`Awdhali ibn al-Awsaji,- oko 1820. – 1870.
- Muhammad ibn Ahmad al-`Awdhali ibn al-Awsaji,- 1870. – 1890.
- Hamid ibn Ja`bil al-`Awdhali ibn al-Awsaji,- 1890. – 1900.
- al-Qasim ibn Hamid al-`Awdhali ibn al-Awsaji,- 1900. – 3. rujan 1928.
- Salih ibn al-Husayn ibn Ja`bil al-`Awdhali ibn al-Awsaji,- 1928. - rujan 1967.
- Muhammad Ja`bil (regent),-  1928. – 19.[1]

## Pogledajte i ovo
- Protektorat Aden
- Kolonija Aden
- Federacija Arapskih Emirata Juga
- Južnoarapska Federacija

## Vanjske poveznice
- Zemljovid Arapskog polutoka 1905. - 1923.